# Mikluševačko ljeto
Mikluševačko ljeto (rusinski: Миклошевске лєто), je manifestacija kulture Rusina i Ukrajinaca iz Hrvatske. 
Prva se održala 2002.

Održava se u kolovozu u selu Mikluševcima nedaleko od Vukovara, u Vukovarsko-srijemskoj županiji, gdje je najveća koncentracija ove zajednice.
Organizator je KUD "Joakim Govlja" iz Mikluševaca, a pokrovitelji ove manifestacije su Ured za nacionalne manjine Vlade Republike Hrvatske, Županija Vukovarsko-srijemska i Općina Tompojevci.

## Vanjske poveznice
- Savez Rusina i Ukrajinaca Republike Hrvatske  Arhivirana inačica izvorne stranice od 30. rujna 2011. (Wayback Machine) MIkluševačko ljeto 2003.
- Savez Rusina i Ukrajinaca Republike Hrvatske  Arhivirana inačica izvorne stranice od 19. srpnja 2007. (Wayback Machine) Миклошевске лєто 2003 (na rusinskom)